# Ель Сід (фільм, 1961)
«Ель Сід» (англ. El Cid) — історична драма 1961 року режисера Ентоні Манна. Прототип головного персонажу — Сід Кампеадор, легендарний герой Реконкісти, національний герой Іспанії. Головні ролі у фільмі виконали Чарлтон Гестон та Софі Лорен.

## Сюжет
Африканський емір Бен Юсеф, намагаючись завоювати Іспанію в 1080 році, зіштовхується з великим воїном Родріго Діас де Бевара, відомим в історії як Ель Сід Володар. Він піднявся над релігійними чварами й об'єднав християн і маврів проти спільного ворога. Боротьба Ель Сіда із завойовниками стоїть у центрі картини, але не менш важливою сюжетною лінією є непроста любов героя до Хімени, прекрасної дочки знатного графа.

## Ролі виконують
- Чарлтон Гестон — Ель Сід або Родріґо Діас де Вівар
- Софі Лорен — Хімена (ісп. Jimena)
- Раф Валлоне — граф Гарсія Ордоньес
- Женев'єв Паж — принцеса Уррака
- Джон Фрейзер — принц Альфонсо
- Гері Реймонд — принц Санчо